# Sobeslav II de Bohême
Sobeslav II dit « le Prince des Paysans », né vers 1128 et mort le 29 janvier 1180, est un prince de la dynastie des Přemyslides, fils du duc Sobeslav Ier de Bohême et d'Adélaïde de Hongrie. Il fut duc de Bohême de 1173 à 1178.

## Biographie
Sobeslav II est le deuxième fils de Sobeslav Ier, duc de Bohême depuis 1125, et de son épouse Adélaïde, fille du prince Álmos de Hongrie et sœur du roi Béla II. En 1138, son père a obtenu la reconnaissance de la succession de son fils aîné Vladislav des mains du roi Conrad III de Hohenstaufen ; cet engagement, toutefois, était sans valeur après sa mort en 1140, lorsque la nobilité de Bohême a choisi le frère cadet de Sobeslav Ier, Vladislav II, pour diriger l'État et le jeune prince Sobeslav a dû quitter son pays.

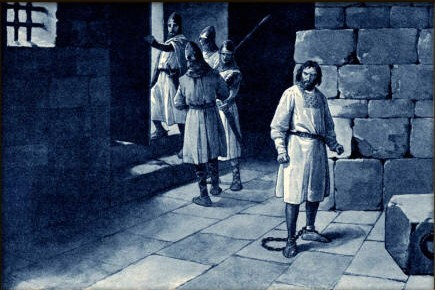
Soběslav en détention à Přimda.

En 1148, pendant que son oncle Vladislav II participe à la deuxième croisade, il essayait de s'emparer du pouvoir, mais fut pris prisonnier près de Zdice par les forces du régent Děpold et détenu dans le château de Přimda. Deux ans plus tard, il a réussi à prendre la fuite. Dans le même temps, le duc Vladislav II a maintenu des relations étroites avec Conrad III et avec son neveu et successeur Frédéric Barberousse, ce qui lui a valu le titre de « roi de Bohême » en 1158. En 1161, les troupes de Sobeslav occupèrent la ville d'Olomouc en Moravie. Le prince a été invité à Prague, où son oncle le fit à nouveau prisonnier. 
Dans la phase finale du règne de Vladislav II, les relations avec  la cour impériale se détériorèrent : en 1173, le roi a intronisé son fils aîné Frédéric (Bedřich), prince d'Olomouc depuis 1164, lorsqu'il abdique, comme « prince de Bohême » et successeur, sans l'accord de l'empereur qui refuse de reconnaître le pouvoir de son filleul et homonyme. Frédéric Barberousse investit en septembre à la diète de Hermsdorf le prince Ulrich d'Olomouc, neveu de Vladislav, comme « duc » mais non comme « roi ». Ce dernier renonce immédiatement au trône en faveur de son frère aîné, Sobeslav II, qui avait été emprisonné au château de Přimda depuis 1161 par son oncle Vladislav II.
Le nouveau duc ne sait pas gagner la confiance des nobles de Bohême et ne réussit pas non plus à créer une alternative en faisant appel a des chevaliers de rang inférieur voire à des gens de basse extraction ce qui lui vaut le surnom péjoratif de « Prince des Paysans ». Sobeslav II accorda une charte à la ville de Prague mais se montre peu reconnaissant envers l'empereur dès 1175 il entra en lutte avec le duc Henri II d'Autriche et une armée conduite par le prince Conrad de Znojmo ravagea le pays au nord du Danube pendant l'été 1176. Des églises et des monastères ayant été attaqués, le pape Alexandre III excommunie le duc.
Barberousse fait alors volte-face et il reconnaît en 1177 Bedřich, ce dernier aidé par la cour impériale marcha à Prague. Il réussit en 1178 à évincer Sobeslav II qui s'exila en Hongrie et meurt comme le dit laconiquement la chronique « quelque part en pays étranger » le 29 janvier 1180 sans laisser de descendance.

## Mariage
Sobeslav II  a épousé Élisabeth (née vers 1152 et morte le 2 avril 1209), fille de Mieszko III le Vieux, duc de Grande-Pologne. Il n'y a aucun enfant de son mariage. Veuve, Élisabeth se remaria avec le margrave Conrad II de Lusace.

## Sources
- Francis Dvornik, Les Slaves histoire, civilisation de l'Antiquité aux débuts de l'Époque contemporaine, Paris, éditions du Seuil, 1970, 1196 p.
- Jörg K. Hoensch et Françoise Laroche (traduction), Histoire de la Bohême, Paris, Éditions Payot, 1995 (ISBN 2228889229), p. 68-70,76.
- Pavel Bělina, Petr Čornej et Jiří Pokorný, Histoire des Pays tchèques, Paris, Éditions du Seuil, coll. « Points Histoire U 191 », 1995, 510 p. (ISBN 2020208105).
- (de) Europäische Stammtafeln, vol. 3, Francfort-sur-le-Main, Vittorio Klostermann, Gmbh, 2004 (ISBN 3465032926), Die Herzoge von Böhmem I und die Fürsten von Mähren (Die Przemysliden)  Tafel 55.